# Eiconaxius kermadeci
Eiconaxius kermadeci är en kräftdjursart som beskrevs av Charles Spence Bate 1888. Eiconaxius kermadeci ingår i släktet Eiconaxius och familjen Axiidae. Inga underarter finns listade i Catalogue of Life.